# Ruth Robertson
Ruth Agnes McCall Robertson Marietta (24. května 1905 Taylorville – 17. února 1998 Rosenberg) byla americká fotoreportérka, válečná zpravodajka, objevitelka a průkopnice ženského fotografování. Jako žena fotografka dosáhla mnoha prvenství v tehdy typicky mužské profesi. Vrcholem její úspěšné kariéry byla výprava k úpatí Angelova vodopádu (Salto Angel) ve Venezuele v roce 1949, při níž se podařilo prokázat, že se jedná o nejvyšší vodopád na světě. Čtyři předchozí výpravy vedené muži byly neúspěšné.

## Mládí a studia
Ruth Robertson se narodila 24. května 1905 v Taylorville ve státě Illinois. Její matka pocházela z novinářské rodiny ze Somersetu v Kentucky, ale zemřela, když bylo Ruth asi sedm let. Ruth pak žila se svou babičkou. Po babiččině smrti se se svým otcem přestěhovala do Peorie ve státě Illinois. Otec byl malíř a fotograf a naučil ji zacházet s fotoaparáty a vyvolávat fotografie. Robertson studovala na Knox College v Galesburgu ve státě Illinois a na Bradley University v Peorii, ale studium nedokončila. Školu opustila v roce 1939, kdy se jí podařilo přesvědčit editora listu The Peoria Evening Star, aby ji najal jako první ženskou fotografku.
O tři roky později se přestěhovala do Chicaga a začala pracovat pro Acme News Pictures (později United Press International). Během práce pro Acme založila s kolegou Artem Neumannem nezávislou zpravodajskou službu Press Syndicate. Díky tomu získala různé fotografické zakázky a v roce 1943 se stala první ženskou fotografkou, které bylo povoleno vstoupit na baseballové hřiště Wrigley Field, a byla jedinou ženou fotografkou na sjezdech Demokratické strany a Republikánské strany v roce 1944.

## Válečná zpravodajka
V roce 1945 si Robertson zažádala prostřednictvím Press Syndicate o status válečné zpravodajky a byla vyslána do aljašsko-aleutské oblasti Ladd Field ve Fairbanksu. Fotografovala americké a ruské vojenské přesuny a našla si čas i na fotografování domorodých obyvatel. Byla novinářka tělem i duší a byla ochotná udělat téměř cokoli, aby získala dobrý příběh. Trávila hodiny na mrazivých místech v bombardérech, kde se snažila získat dokonalý záběr. Cestovala přes 3 000 km dlouhý pás Aleutských ostrovů na velitelství 11. letecké armády, aby mohla létat s piloty, kteří bombardovali japonské Kurily. Stíhačka, v níž letěla, jednou dostala přímý zásah. Robertson měla štěstí a vyvázla bez zranění. Při letu na severní pól se setkala se slavným polárním badatelem Vilhjalmurem Stefanssonem a pořídila jeho fotografie.

## Venezuela
Po válce se Robertson dostala do New York Herald Tribune, kde psala články pro časopis This Week Magazine. Po dobrodružstvích na Aljašce ji však psaní o receptech a látkách na záclony trochu nudilo. V roce 1949 proto ochotně přijala nabídku na cestu do Venezuely.
Stejně jako na Aljašce i ve Venezuele našla Robertson převážně neprobádanou zemi plnou neznámých příběhů a nepopsaných přírodních zázraků. Představovala si stovky míst, která je třeba navštívit, příběhů, které je třeba vyprávět, a fotografií, které je třeba pořídit. Pracovala jako reklamní fotografka pro leteckou společnost Linea Aeropostal Venezolana a psala a fotografovala pro noviny a časopisy, například El Farol a Nosotros, a pro několik ropných společností. Pro ropné společnosti cestovala po Venezuele, Guyaně, Kolumbii a Brazílii a dokumentovala jejich ropná pole, vrty a ropovody. Na základě svých fotografií vyráběla barevné kalendáře pro společnosti Standard Oil, Shell a Esso. V roce 1947 natočila pro venezuelské ministerstvo pro rozvoj film o lovcích perel u ostrova Margarita a poté získala smlouvu se společností Shell Pipeline Company na natočení filmu o stavbě plynovodu pod jezerem Maracaibo.
Robertson žila a pracovala ve Venezuele po většinu padesátých let 20. století. Spolu s dalšími novináři založila v Caracasu anglicky psané noviny Daily Journal, psala pro ně pravidelný sloupek a pracovala také jako korespondentka časopisu Time-Life. V roce 1951 se provdala za Charlese Mariettu, absolventa Texaské univerzity v Austinu a inženýra společnosti Atlantic Refining Company. Ve své profesi ale nadále používala své dívčí jméno.

### Expedice k Angelovu vodopádu

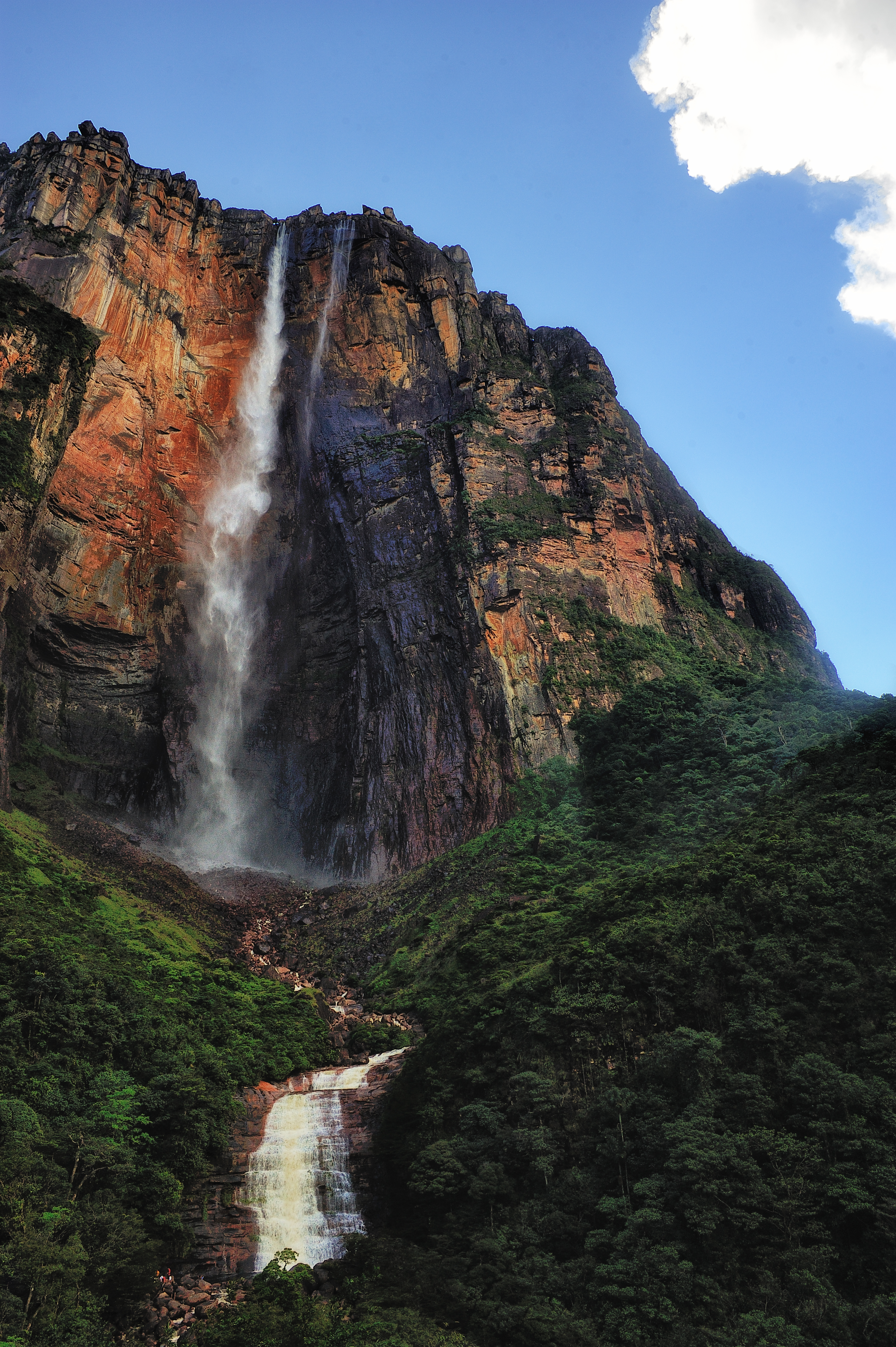
Angelův vodopád v národním parku Canaima, Venezuela, ilustrační fotografie

V roce 1947 při letu do odlehlého vnitrozemí džungle pod řekou Orinoko poprvé spatřila Angelův vodopád (Salto Angel). Zpočátku pořizovala jen jeho letecké fotografie, ale byla odhodlána vodopád důkladně prozkounat. Protože neměla žádné zkušenosti s plánováním expedicí, obrátila na časopis National Geographic, o němž se domnívala, že bude mít největší zájem. Ti ji však odmítli, protože o dosažení vodopádů se předtím neúspěšně pokoušely čtyři expedice a někteří jejich členové se už nikdy nevrátili. Jakou šanci by měla ona jako žena? Časopis nicméně projevil zájem o její příběh, pokud by náhodou byla úspěšná.
Po dvou letech pečlivého plánování se dne 23. dubna 1949 expedice k Angelovu vodopádu vydala na cestu. Uprostřed džungle se skupina setkala s lotyšským badatelem Alexandrem Laimem, který prováděl průzkum v džungli podél řek Churún a Caroní. Laime najal původní obyvatele této oblasti, indiány Kamarakoto, jako nosiče a průvodce. Cestovali nejprve na kánoích po řece Churún a nakonec se pěšky prodírali hustou džunglí. Dne 12. května 1949 dorazili k vodopádu. Byla to první zdokumentovaná výprava, která úpatí vodopádu dosáhla. Zúčastnilo se jí deset domorodců z kmene Kamarakoto (včetně další ženy jménem Juanita) a byla to také první výprava, která vodopád změřila, je 979 metrů vysoký, to je patnáctkrát vyšší než Niagarské vodopády.
Úkolem expedice bylo změřit vodopád, aby se jednou provždy prokázalo, zda je nejvyšší na světě, a také pořídit jeho první pozemní fotografie. Reportáž o výpravě otiskl v listopadu 1949 National Geographic. Další zprávy se objevily v časopisech Time a Newsweek a ve všech významných novinách na světě. Roberton o expedici napsala knihu Churun Meru – The Tallest Angel.

## Mexiko a návrat do USA
Kvůli rostoucím politickým nepokojům ve Venezuele se Robertson s manželem v roce 1958 přestěhovali do Mexika, kde pracovala jako zástupce šéfredaktora bulletinu Americké mexické společnosti. V polovině šedesátých let 20. století se vrátili do USA a přestěhovali se do Brazorie v Texasu. Robertson hodně cestovala po světě, pokračovala v psaní sloupků pro Daily Journal a přednášela pro různé kluby. Zemřela 17. února 1998 v Rosenbergu v Texasu.
Archivy Ruth Robertson jsou uloženy v Harry Ransom Center Texaské univerzity v Austinu. Jejím životem se inspirovala americká spisovatelka Kathryn Casey, která vydala v září 2023 novelu Angel Falls.